# Lycée de la Mode
 (mars 2017).
Si vous disposez d'ouvrages ou d'articles de référence ou si vous connaissez des sites web de qualité traitant du thème abordé ici, merci de compléter l'article en donnant les références utiles à sa vérifiabilité et en les liant à la section « Notes et références ».
Le lycée de la Mode, ou lycée des métiers de la mode, situé à Cholet en Maine-et-Loire, est un établissement public offrant une gamme de formations dans le domaine de la création vestimentaire, du design de mode à l’industrialisation de produits en passant par le graphisme, le modélisme et l'utilisation des nouveaux outils technologiques. 
Le lycée de la Mode est implanté au cœur d'un bassin industriel spécialisé dans le textile et le cuir. C'est un établissement public de formation technologique et professionnelle, initiale et continue, spécialisé pour les filières : textile, habillement et cuir, chaussure et maroquinerie.
Son recrutement est national et dépasse celui de la seule région des Pays de la Loire. Un peu plus de 250 lycéens et étudiants fréquentent l'établissement choletais.

## Localisation
L'établissement est situé no 20 rue du Carteron près du quartier du Plessis.

## Accès
L'établissement est accessible en transports en commun par la ligne A à l'arrêt Lycée de la Mode et par la ligne 3 à l'arrêt Domaine Universitaire du réseau urbain Choletbus. Il est par ailleurs desservi par des lignes scolaires du réseau Choletbus et Anjoubus.

## Formations
Le lycée propose une gamme de formations spécialisées dans le domaine des métiers de la mode :
- Bac Pro métiers de la mode et des vêtements ;
- seconde générale et technologique ;
- 1re et terminale Bac STI GM, option matériaux souples ;
- BEP métiers de la mode et des industries connexes ;
- BTS industries des matériaux souples ;
- BTS mode cuir ;
- BTS design de mode, textile et environnement ;
- licence Pro mode et hautes technologies ;
- formation continue.

## Partenariats
Le lycée est ouvert sur le monde et tourné vers la création. Il participe à divers projets et coopérations technologiques.
La région des Pays de la Loire participe financièrement au développement des outils technologiques et informatiques de pointe nécessaires au bon fonctionnement de l'établissement et à son rayonnement régional et national. Plusieurs salles sont à la disposition des étudiants :
- une salle consacrée à l'infographie textile et au stylisme de mode équipée de stations de conception assistée par ordinateur (CAO) et dessin assisté par ordinateur (DAO) ;
- trois salles consacrées au bureau d’études habillement équipées de stations CAO-DAO avec une table de numérisation, deux traceurs et un découpeur Lectra ;
- une salle consacrée au bureau d’études chaussure maroquinerie équipée de postes informatiques avec les licences Romans Cad Lectra ;
- une salle multimédia adaptée à l'enseignement des langues ;
- une salle de conférence numérique avec un tableau interactif.

### Plate-forme e-mode
Depuis quelques années, le lycée de la mode développe un partenariat de projets « entreprise-recherche-enseignement » au moyen d'une plate-forme technologique appelé « e-mode ». Le projet d'établissement vise à développer et élargir l'offre de la plate-forme e-mode, dans le cadre de la politique régionale des « Plates-formes régionales d'innovation ». Deux objectifs sont programmés : offrir de nouvelles offres de service aux entreprises grâce à l'acquisition de nouveaux équipements technologiques performants (imprimante textile) et développer l'offre en matière de design. Ce dernier projet est en partenariat avec d'autres lycées de la région des Pays de la Loire (Vendée et Loire-Atlantique) dans le but de créer une future plate-forme régionale Design.

### Développement durable
L'établissement choletais a développé avec la région ligérienne un partenariat tourné vers une démarche respectueuse du développement durable en exigeant du fournisseur qu'il garantisse la maîtrise de sa filière du tissage à la confection en passant par la teinture.

### Relations nationales et internationales
Le lycée participe à des salons et expositions nationales et internationales, notamment en 2009 aux floralies internationales de Nantes. Il collabore, en partenariat avec l'organisation non gouvernementale "Pesticide Action Network", à promouvoir des alternatives durables à l'utilisation des pesticides. il présente ses créations à Londres lors du "French Fashion Day in London" en avril 2008.